# مونت ورنن، نیو ساوت ولز
مونت ورنن (به انگلیسی: Mount Vernon) یک حومه شهر در استرالیا است که در نیو ساوت ولز واقع شده‌است.